# Mount Mitchell (Appalachy)
Mount Mitchell - szczyt w Stanach Zjednoczonych, w stanie Karolina Północna, najwyższy szczyt Appalachów. Należy do Pasma Błękitnego. Osiąga wysokość 2037 m n.p.m. i jest najwyższym punktem w Karolinie Północnej, a także we wschodniej części Stanów Zjednoczonych, na wschód od rzeki Missisipi.